# Skuggnål
Skuggnål (Chaenotheca sphaerocephala) är en lavart som beskrevs av Nádv. Skuggnål ingår i släktet Chaenotheca och familjen Coniocybaceae.  Arten är reproducerande i Sverige. Inga underarter finns listade i Catalogue of Life.